# Licenciado Gustavo Díaz Ordaz 2.ª Sección
Licenciado Gustavo Díaz Ordaz 2.ª Sección es una localidad del municipio de Balancán ubicado en la subregión de los Ríos del estado mexicano de Tabasco.

## Geografía
La localidad se ubica a 40.8 kilómetros (en dirección sudeste) de la localidad de Balancán de Domínguez, la cabecera y lugar más poblado del municipio. Se sitúa en las coordenadas geográficas 17°57′57″N 91°11′22″O / 17.965833, -91.189444, a una elevación de 39 metros sobre el nivel del mar.

## Demografía
Según el Conteo de Población y Vivienda 2020, efectuado por el Instituto Nacional de Estadística y Geografía, la localidad de Licenciado Gustavo Díaz Ordaz 2.ª Sección tiene 26 habitantes, de los cuales 14 son del sexo masculino y 12 del sexo femenino. Su tasa de fecundidad es de 4.5 hijos por mujer y tiene 9 viviendas particulares habitadas.
| Gráfica de evolución demográfica de Licenciado Gustavo Díaz Ordaz 2.ª Sección entre 1990 y 2020 |
|                                                                                                 |
| INEGI.                                                                                          |